# 小川諒也
小川 諒也（おがわ りょうや、1996年11月24日 - ）は、長野県長野市生まれ、東京都練馬区出身のプロサッカー選手。Jリーグ・鹿島アントラーズ所属。ポジションはディフェンダー（左サイドバック）。元日本代表。

## 来歴

### プロ入り前
小学1年生からサッカーを始める。小学生時代は、練馬区のコレーガSCに所属。Forza'02（中学生時代）から左サイドバック（SB）でプレー。2011年に日本クラブユースサッカー選手権 (U-15)大会で活躍し、複数の強豪校からオファーを受けた。2007年度の全国高校選手権で優勝した流通経済大学付属柏高等学校に憧れ、2012年に同校へ進学。1年時にはイギョラカップ連覇。身体能力の高さからセンターバックからフォワードまで様々なポジションで起用されたが、2014年夏からは攻撃力を見込まれて主に左サイドハーフに配され、同年度の全国高校選手権では正確なプレースキックで好機を作りベスト4進出、大会優秀選手に選出された。

### FC東京
複数クラブが獲得の争奪戦に乗り出す中、スカウトの熱意、若手の積極起用、地元クラブという理由で、
2015年Jリーグ・FC東京に入団。こだわりを持つ左SBでポジション争いに臨み、ポジショニングと筋力を向上させた。
迎えた2016年3月、ACLグループステージ第2節・ビンズオン戦においてFC東京トップチームでの公式戦初出場。手薄となっていた左SBに配されるとともにプレースキッカーを任されると、相手GKを強襲するオウンゴールの誘発とFW前田遼一へのアシストによって逆転勝利の立役者となった。通年ではリーグ戦のアシスト数とクロス数でチーム最多を記録した。また、同年4月にはU-23日本代表候補合宿に参加。左足のクロスでアピールしたが、同年開催のオリンピックメンバーからは外れた。しかし、2017年5月31日のルヴァンカップ第7節の清水エスパルス戦でFKからプロ入り初得点を決めた。7月15日、J3第17節のガイナーレ鳥取でリーグ戦初得点を決めた。7月30日、第19節のアルビレックス新潟戦でJ1初出場。2018年3月31日、第5節のガンバ大阪戦では先発すると2アシストの活躍を見せた。7月19日、第16節の柏レイソル戦では本職ではない右サイドバックで先発する。クリスティアーノとマッチアップするも無失点に抑えて勝利に貢献した。
2019年は、元日本代表SB太田宏介とのハイレベルなポジション争いを制し、レギュラーに定着した。5月18日、第12節の北海道コンサドーレ札幌戦でJ1リーグ初得点を決めた。

### ヴィトーリアSC
2022年5月28日、ポルトガルのヴィトーリアSCに期限付きで移籍することが発表された。
2022年7月21日、UEFAヨーロッパカンファレンスリーグ（UECL）予選2回戦で公式戦デビューを飾った。

### シント＝トロイデンVV
2023年6月26日、ベルギーのシント＝トロイデンVVへ期限付き移籍が発表された。契約期間は2023年7月1日から2024年6月30日まで。

### 鹿島アントラーズ
2025年6月9日、鹿島アントラーズへ完全移籍で加入することが発表された。

### 代表
2021年3月18日、国際親善試合およびFIFAワールドカップ2022カタールアジア2次予選兼AFCアジアカップ中国2023予選モンゴル代表戦のメンバーとして日本代表に初選出された。

## プレースタイル
183cmという身長は日本人左サイドバックの中では大きく、空中戦の勝負にも強い。オーバーラップから上げるクロスの精度が高く、FC東京ではコーナーキックのキッカーを務めることもある。

## 所属クラブ
- コレーガSC (練馬区立橋戸小学校[3])
- Forza'02 (練馬区立石神井東中学校[2][3])
- 2012年 - 2014年 流通経済大学付属柏高等学校
- 2015年 - 2024年6月  FC東京 (早稲田大学人間科学部eスクール 通信教育課程[31])
  - 2015年  Jリーグ・アンダー22選抜
  - 2022年7月 - 2023年  ヴィトーリアSC（期限付き移籍）
  - 2023年 - 2024年6月  シント＝トロイデンVV（期限付き移籍）
- 2024年6月 - 2025年5月  シント＝トロイデンVV
- 2025年6月 -  鹿島アントラーズ

## 個人成績
| 国内大会個人成績 | 国内大会個人成績   | 国内大会個人成績 | 国内大会個人成績 | 国内大会個人成績 | 国内大会個人成績 | 国内大会個人成績 | 国内大会個人成績 | 国内大会個人成績 | 国内大会個人成績 | 国内大会個人成績 | 国内大会個人成績 |
| 年度             | クラブ             | 背番号           | リーグ           | リーグ戦         | リーグ戦         | リーグ杯         | リーグ杯         | オープン杯       | オープン杯       | 期間通算         | 期間通算         |
| 年度             | クラブ             | 背番号           | リーグ           | 出場             | 得点             | 出場             | 得点             | 出場             | 得点             | 出場             | 得点             |
| 日本             | 日本               | 日本             | 日本             | リーグ戦         | リーグ戦         | リーグ杯         | リーグ杯         | 天皇杯           | 天皇杯           | 期間通算         | 期間通算         |
| ---------------- | ------------------ | ---------------- | ---------------- | ---------------- | ---------------- | ---------------- | ---------------- | ---------------- | ---------------- | ---------------- | ---------------- |
| 2015             | FC東京             | 25               | J1               | 0                | 0                | 0                | 0                | 0                | 0                | 0                | 0                |
| 2016             | FC東京             | 25               | J1               | 18               | 0                | 2                | 0                | 2                | 0                | 22               | 0                |
| 2017             | FC東京             | 25               | J1               | 5                | 0                | 7                | 1                | 1                | 0                | 13               | 1                |
| 2018             | FC東京             | 25               | J1               | 15               | 0                | 4                | 0                | 1                | 0                | 20               | 0                |
| 2019             | FC東京             | 25               | J1               | 22               | 1                | 3                | 0                | 2                | 0                | 27               | 1                |
| 2020             | FC東京             | 6                | J1               | 28               | 0                | 3                | 0                | -                | -                | 31               | 0                |
| 2021             | FC東京             | 6                | J1               | 30               | 1                | 3                | 0                | 0                | 0                | 33               | 1                |
| 2022             | FC東京             | 6                | J1               | 15               | 2                | 2                | 1                | 2                | 0                | 19               | 3                |
| ポルトガル       | ポルトガル         | ポルトガル       | ポルトガル       | リーグ戦         | リーグ戦         | リーグ杯         | リーグ杯         | ポルトガル杯     | ポルトガル杯     | 期間通算         | 期間通算         |
| 2022-23          | ヴィトーリア       | 25               | プリメイラ       | 6                | 0                | 1                | 0                | 0                | 0                | 7                | 0                |
| ベルギー         | ベルギー           | ベルギー         | ベルギー         | リーグ戦         | リーグ戦         | リーグ杯         | リーグ杯         | ベルギー杯       | ベルギー杯       | 期間通算         | 期間通算         |
| 2023-24          | シント＝トロイデン | 2                | ジュピラー       | 4                | 0                | -                | -                | 2                | 0                | 6                | 0                |
| 2024-25          | シント＝トロイデン | 2                | ジュピラー       | 29               | 2                | -                | -                | 3                | 0                | 32               | 2                |
| 日本             | 日本               | 日本             | 日本             | リーグ戦         | リーグ戦         | リーグ杯         | リーグ杯         | 天皇杯           | 天皇杯           | 期間通算         | 期間通算         |
| 2025             | 鹿島               | 7                | J1               |                  |                  | -                | -                |                  |                  |                  |                  |
| 通算             | 日本               | 日本             | J1               | 133              | 4                | 24               | 2                | 8                | 0                | 165              | 6                |
| 通算             | ポルトガル         | ポルトガル       | プリメイラ       | 6                | 0                | 1                | 0                | 0                | 0                | 7                | 0                |
| 通算             | ベルギー           | ベルギー         | ジュピラー       | 33               | 2                | -                | -                | 5                | 0                | 38               | 2                |
| 総通算           | 総通算             | 総通算           | 総通算           | 172              | 6                | 25               | 2                | 13               | 0                | 210              | 8                |

その他の公式戦
| 2015   | J-22   | -      | J3     | 1  | 0 | 1  | 0 |
| 2016   | F東23  | 25     | J3     | 14 | 0 | 14 | 0 |
| 2017   | F東23  | 25     | J3     | 26 | 1 | 26 | 1 |
| 2018   | F東23  | 25     | J3     | 11 | 0 | 11 | 0 |
| 2019   | F東23  | 25     | J3     | 1  | 0 | 1  | 0 |
| 通算   | 日本   | 日本   | J3     | 53 | 1 | 53 | 1 |
| 総通算 | 総通算 | 総通算 | 総通算 | 53 | 1 | 53 | 1 |

- 2024年
  - ベルギーリーグ・プレーオフ 3試合1得点
- 2025年
  - ベルギーリーグ・プレーオフ 6試合0得点

| 国際大会個人成績 | 国際大会個人成績 | 国際大会個人成績 | 国際大会個人成績 | 国際大会個人成績 |
| 年度             | クラブ           | 背番号           | 出場             | 得点             |
| AFC              | AFC              | AFC              | ACL              | ACL              |
| ---------------- | ---------------- | ---------------- | ---------------- | ---------------- |
| 2016             | FC東京           | 25               | 4                | 0                |
| 2020             | FC東京           | 6                | 6                | 0                |
| 通算             | AFC              | AFC              | 10               | 0                |

その他の国際公式戦
- 2020年
  - AFCチャンピオンズリーグ2020・プレーオフ 1試合0得点

出場歴
- 2015年3月21日：J3リーグ初出場 - J3第2節 vsレノファ山口FC (維新百年記念公園陸上競技場)
- 2016年3月06日：J1リーグ初出場 - J1第2節 vsベガルタ仙台 (ユアテックスタジアム仙台)

## 代表歴
- 国際Aマッチ初出場 - 2021年3月25日 - 国際親善試合 vs韓国代表（横浜国際総合競技場（日産スタジアム））

### 出場大会
- 千葉県選抜
  - 第67回国民体育大会サッカー競技 (ベスト8[32])
- U-23日本代表
  - 候補合宿（2016年）
- 日本代表
  - 2022 FIFAワールドカップ・アジア予選（2021年）

### 試合数
- 国際Aマッチ 5試合 0得点（2021年）

| 日本代表 | 国際Aマッチ | 国際Aマッチ |
| 年       | 出場        | 得点        |
| -------- | ----------- | ----------- |
| 2021     | 5           | 0           |
| 通算     | 5           | 0           |

### 出場
| No. | 開催日        | 開催都市 | スタジアム                              | 対戦国       | 結果  | 監督   | 大会                                                             |
| --- | ------------- | -------- | --------------------------------------- | ------------ | ----- | ------ | ---------------------------------------------------------------- |
| 1.  | 2021年3月25日 | 横浜     | 横浜国際総合競技場 （日産スタジアム）   | 韓国         | ○3-0  | 森保一 | 国際親善試合                                                     |
| 2.  | 2021年3月30日 | 千葉     | 千葉市蘇我球技場 （フクダ電子アリーナ） | モンゴル     | ○14-0 | 森保一 | 2022 FIFAワールドカップ・アジア2次予選 兼AFCアジアカップ2023予選 |
| 3.  | 2021年6月7日  | 大阪府   | 市立吹田サッカースタジアム              | タジキスタン | ○3-1  | 森保一 | ワールドカップ予選                                               |
| 4.  | 2021年6月11日 | 兵庫県   | 御崎公園球技場                          | セルビア     | ○1-0  | 森保一 | キリンチャレンジカップ                                           |
| 5.  | 2021年6月15日 | 大阪府   | 市立吹田サッカースタジアム              | キルギス     | ○5-1  | 森保一 | ワールドカップ予選                                               |

## タイトル

### チーム
流通経済大学付属柏高等学校
- イギョラカップ (2013年)[8]
- 高円宮杯U-18サッカーリーグ プレミアリーグEAST (2013年)

FC東京
- Jリーグカップ：1回（2020年）

### 個人
- 全国高校サッカー選手権大会優秀選手 (2014年[13])